# Marie av Burgund
Marie av Burgund, född 1393, död 1466, var hertiginna av Kleve 1417-1448, gift med Adolf I av Kleve.
Hon var dotter till hertig Johan den orädde av Burgund och Margareta av Bayern. Hon gifte sig 1406 med Adolf av Kleve, som 1417 blev regerande hertig. Hon började dock inte leva med sin make förrän 1415, på grund av en tvist kring hemgiften. 
Hon spelade en framträdande roll vid sin sons hov, och grundade kloster, kyrkor, och agerade som en beskyddare för konst. Hon bodde på sitt änkesäte Monterberg i Kalkar, där hon samlade ett kulturellt framstående hov och gynnade ullindustrin, vetenskapen och skulpturkonsten. 